# 576 هـ
576 هـ هي سنة في التقويم الهجري امتدت مقابلةً في التقويم الميلادي بين سنتي 1180 و1181.

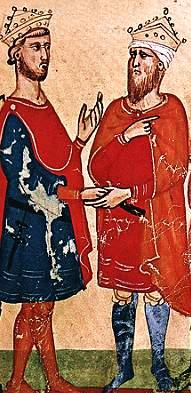
الكامل محمد بن العادل

## مواليد
- ابن الفارض
- الكامل محمد بن العادل

## وفيات
- سيف الدين غازي الثاني
- قطب الدين مودود
- يونس ابن مودود
- يونس بن محمد القسطلي

- أبو طاهر السلفي
- مهستي الكنجوية